# Křinec
Křinec je městys ležící v okrese Nymburk, 11 km severovýchodně od Nymburku. Žije zde přibližně 1 400 obyvatel. Katastrální území Křince má rozlohu 2 584 ha. Součástí obce jsou i vesnice Bošín, Mečíř, Nové Zámky, Sovenice a Zábrdovice.

## Historie
První písemná zmínka o obci pochází z roku 1352. Obec se postupně nazývá Krzyn, Krzynovec či Skřinec.
Jan z Ronova se stal zakladatelem rodové větvě Křineckých z Ronova. Křinec byl v držení jeho potomků ještě v roce 1565. V roce 1575 vlastnil kuncberské panství Jindřich z Valdštejna, kterému Křinec patřil až do konce třicetileté války.
Poštovní úřad v Křinci byl založen v letech 1868–1869. Od 12. dubna 2007 byl obci vrácen status městyse.

### Územněsprávní začlenění
Dějiny územněsprávního začleňování zahrnují období od roku 1850 do současnosti. V chronologickém přehledu je uvedena územně administrativní příslušnost obce v roce, kdy ke změně došlo:
- 1850 země česká, kraj Jičín, politický i soudní okres Nymburk[6]
- 1855 země česká, kraj Mladá Boleslav, soudní okres Nymburk
- 1868 země česká, politický okres Poděbrady, soudní okres Nymburk
- 1936 země česká, politický i soudní okres Nymburk[7]
- 1939 země česká, Oberlandrat Kolín, politický i soudní okres Nymburk[8]
- 1942 země česká, Oberlandrat Hradec Králové, politický i soudní okres Nymburk[9]
- 1945 země česká, správní i soudní okres Nymburk[10]
- 1949 Pražský kraj, okres Nymburk[11]
- 1960 Středočeský kraj, okres Nymburk
- 2003 Středočeský kraj, okres Nymburk, obec s rozšířenou působností Nymburk

### Rok 1932

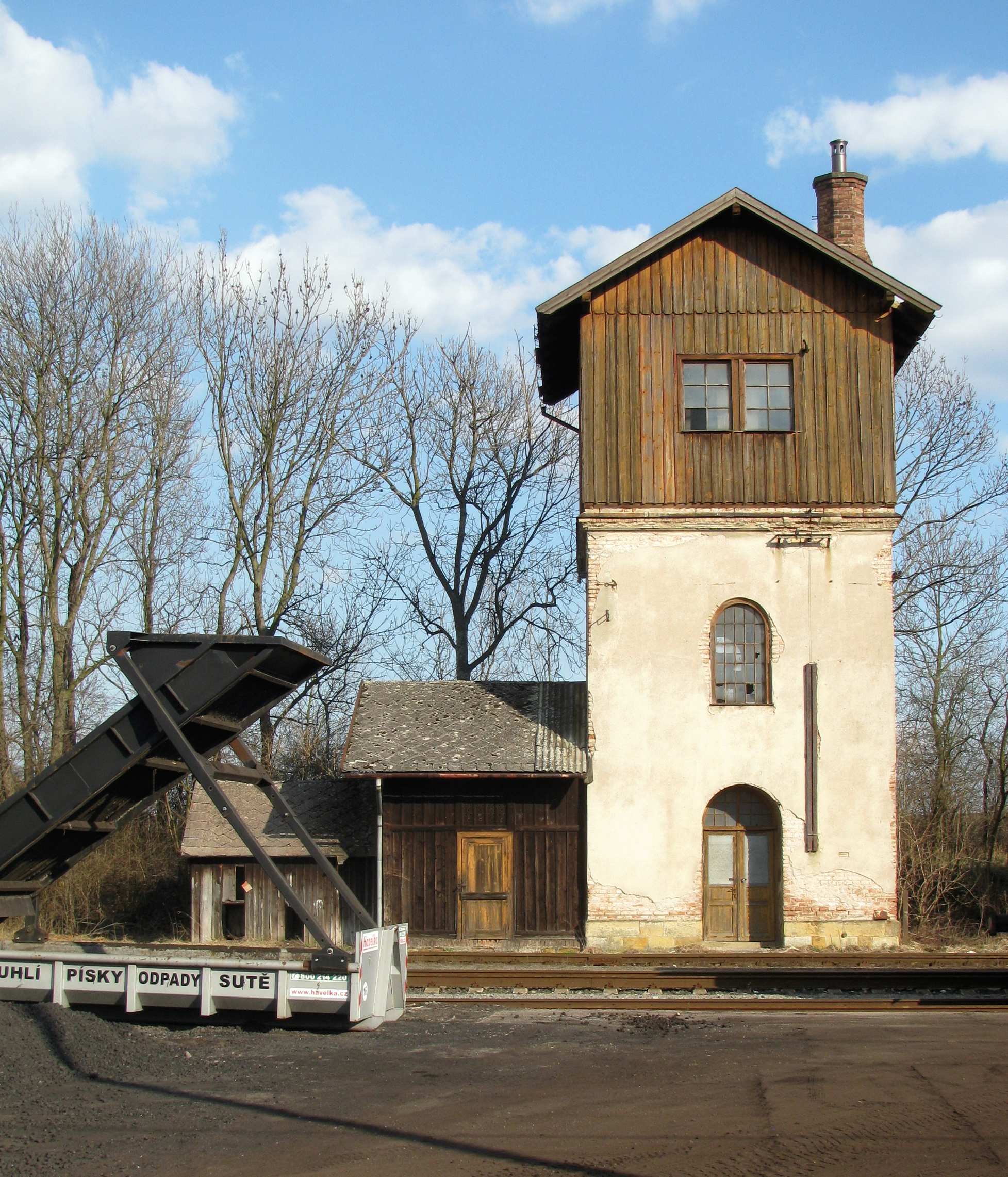
Stará vodárna

V městysi Křinec (1046 obyvatel) byly v roce 1932 evidovány tyto živnosti a obchody:
- Instituce a průmysl: poštovní úřad, telegrafní úřad, telefonní úřad, četnická stanice, katol. kostel, kostel českosl. církve, výroba cementového zboží, drůbežárna, výroba knoflíků, 2 výrobny lihovin, mlýn, pila, továrna na hospodářské stroje, škrobárna, velkostatek
- Služby (výběr): lékař, zvěrolékař, autodoprava, biograf Sokol, 2 cukráři, drogerie, hodinář, 6 hostinců, hotel, obchod s klobouky, knihař, konsum Včela, lakýrník, lékárník, malíř pokojů, mechanik, sadař, sanatorium, skladiště hospodářského družstva, Okresní záložna hospodářská v Nymburce, Spořitelna města Nymburka, Spořitelní a záložní spolek pro Křinec a Zábrdovice, Živnostenská záložna v Křinci, zahradnictví, zednický mistr

Ve vsi Bošín (271 obyvatel, katol. kostel, evang. kostel, samostatná ves se později stala součástí Křince) byly v roce 1932 evidovány tyto živnosti a obchody: 2 hostince, obchod s koňmi, kovář, krejčí, obuvník, porodní asistentka, 26 rolníků, obchod se smíšeným zbožím, spořitelní a záložní spolek Bošín, Sovenice a Mečíř, 2 trafiky.
Ve vsi Mečíř (232 obyvatel, samostatná ves se později stala součástí Křince) byly v roce 1932 evidovány tyto živnosti a obchody: hostinec, kovář, krejčí, řezník, obchod se smíšeným zbožím, trafika, zahradník.
V obci Nové Zámky (přísl. Mutínsko, 250 obyvatel, samostatná obec se později stala součástí Křince) byly v roce 1932 evidovány tyto živnosti a obchody: hospodářské strojní družstvo, 2 hostince, kolář, rolník, řezník, trafika.
Ve vsi Sovenice (314 obyvatel, samostatná ves se později stala součástí Křince) byly v roce 1932 evidovány tyto živnosti a obchody: obchod s dobytkem, 2 hostince, 2 koláři, kovář, 2 obuvníci, pekař, pískovna, rolník, 2 obchody se smíšeným zbožím, tesařský mistr, trafika, trhovec.
V obci Zábrdovice (247 obyvatel, samostatná obec se později stala součástí Křince) byly v roce 1932 evidovány tyto živnosti a obchody: výroba cementového zboží, hospodářské družstvo, 2 hostince, kovář, krejčí, mlýn, pila, obchod se smíšeným zbožím, trafika.

## Osobnosti

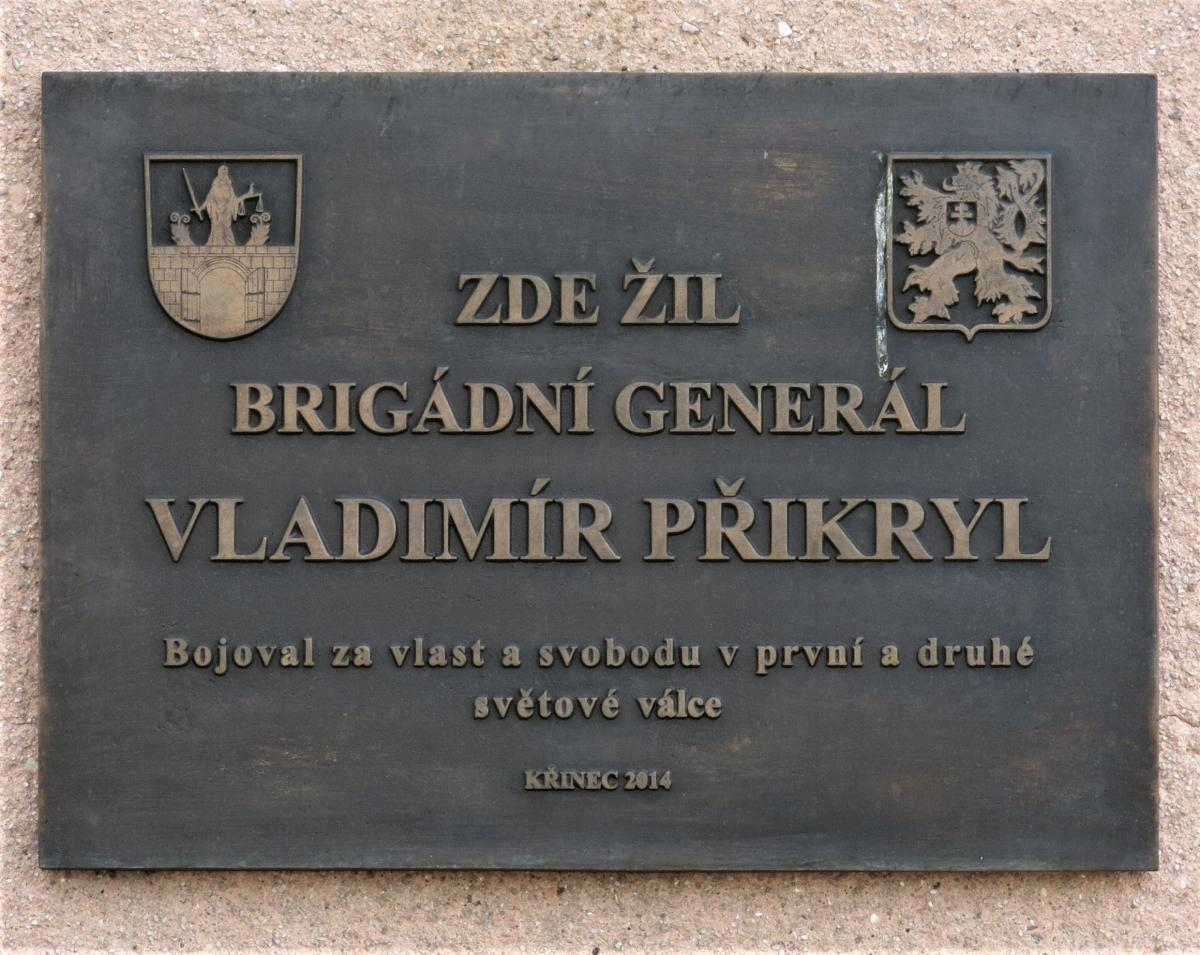
Pamětní deska Vladimíra Přikryla

- Vladimír Přikryl (1895–1968), velitel 2. československé paradesantní brigády v SSSR, na náměstí na domě č.p. 18 má umístěnu pamětní desku[18]

## Pamětihodnosti
- Zámek Křinec – barokní zámek z poloviny 17. století
- Zřícenina hradu Kuncberk
- Kostel svatého Jiljí
- Mariánský sloup
- Křinecký most se sochami živlů
- Kaple svatého Jan Nepomuckého
- Socha svatého Jana Nepomuckého
- Bývalá synagoga
- Židovský hřbitov
- Přírodní památka Chotuc

## Doprava

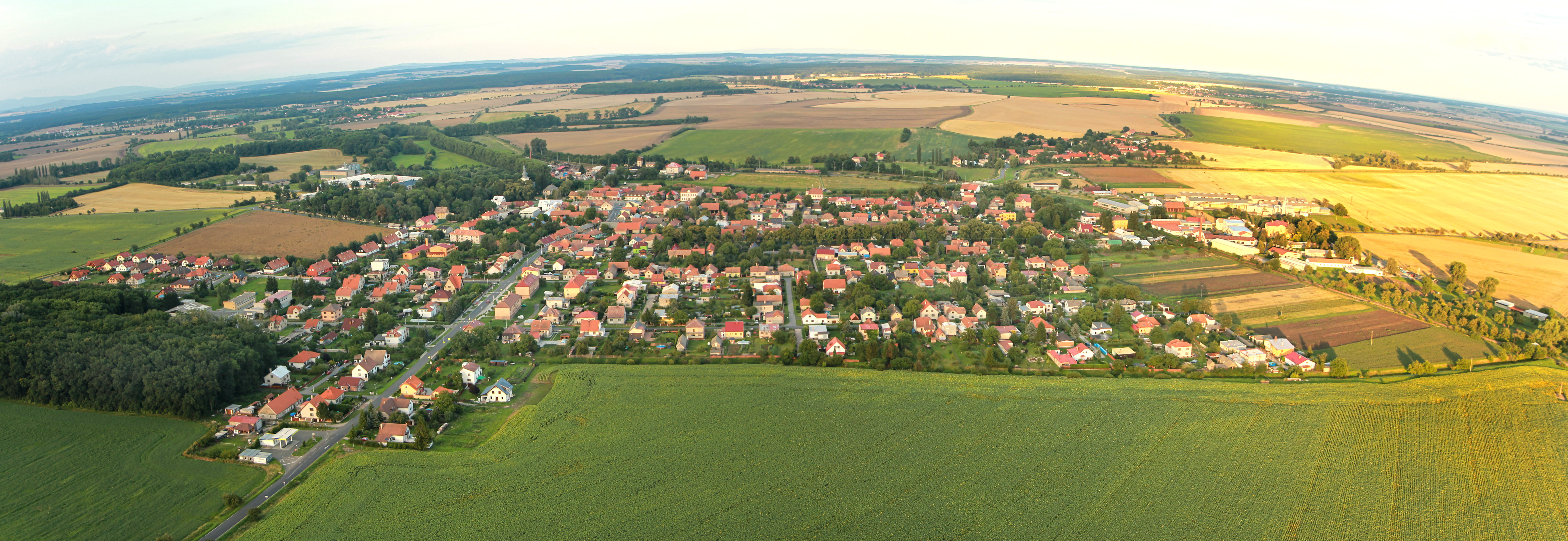
Křinec od západu

Dopravní síť
- Pozemní komunikace – Městysem prochází silnice II/275 Brodce – Luštěnice – Křinec – Dymokury, v městysi končí silnice II/329 Poděbrady – Netřebice – Křinec.

- Železnice – Městys protíná železniční trať Nymburk–Jičín (Nymburk – Křinec – Kopidlno – Jičín). Je to jednokolejná regionální trať, doprava byla zahájena roku 1881. V místní železniční stanici na ni navazuje železniční trať Chlumec nad Cidlinou – Křinec (Křinec – Městec Králové – Chlumec nad Cidlinou), která fyzicky odbočuje až dále severovýchodně od Křince v odbočce Obora. Je to jednokolejná regionální trať, doprava byla mezi Křincem a Městcem Králové zahájena roku 1882.

Veřejná doprava 2025
- Autobusová doprava – V městysi mají zastávky linky 673 v trase Křinec,škola - Křinec,Sovenice - Hrubý Jeseník,U Parku - Oskořínek - Chleby - Budiměřice - Nymburk,hl.nádr., dále 674 v trase Nymburk,hl.nádr. - Budiměřice - (Křečkov) - (Netřebice) - Vestec - Křinec,náměstí - Žitovlice - Košík - Rožďalovice,nám., také 538 v trase Křinec,náměstí - Dymokury - Číněves - Velenice - Podmoky,ObÚ - Městec Králové,nám. a částí obce Nové Zámky projíždí také linka 542 v trase Rožďalovice,nám. - Křinec,Nové Zámky - Dymokury - Číněves - Velenice - Podmoky,ObÚ - Vrbice,U Váhy - Okřínek,prodejna - Senice - Choťánky,Vystrkov - Poděbrady,žel.st.

- Železniční doprava – Odbočnou železniční stanicí Křinec po trati 061 projíždělo v pracovní dny 16 osobních a 1 spěšný vlak, o víkendu 13 osobních a 1 spěšný vlak. Po trati 062 jezdilo v pracovní dny 9 osobních vlaků, o víkendu 5 osobních vlaků.

## Galerie

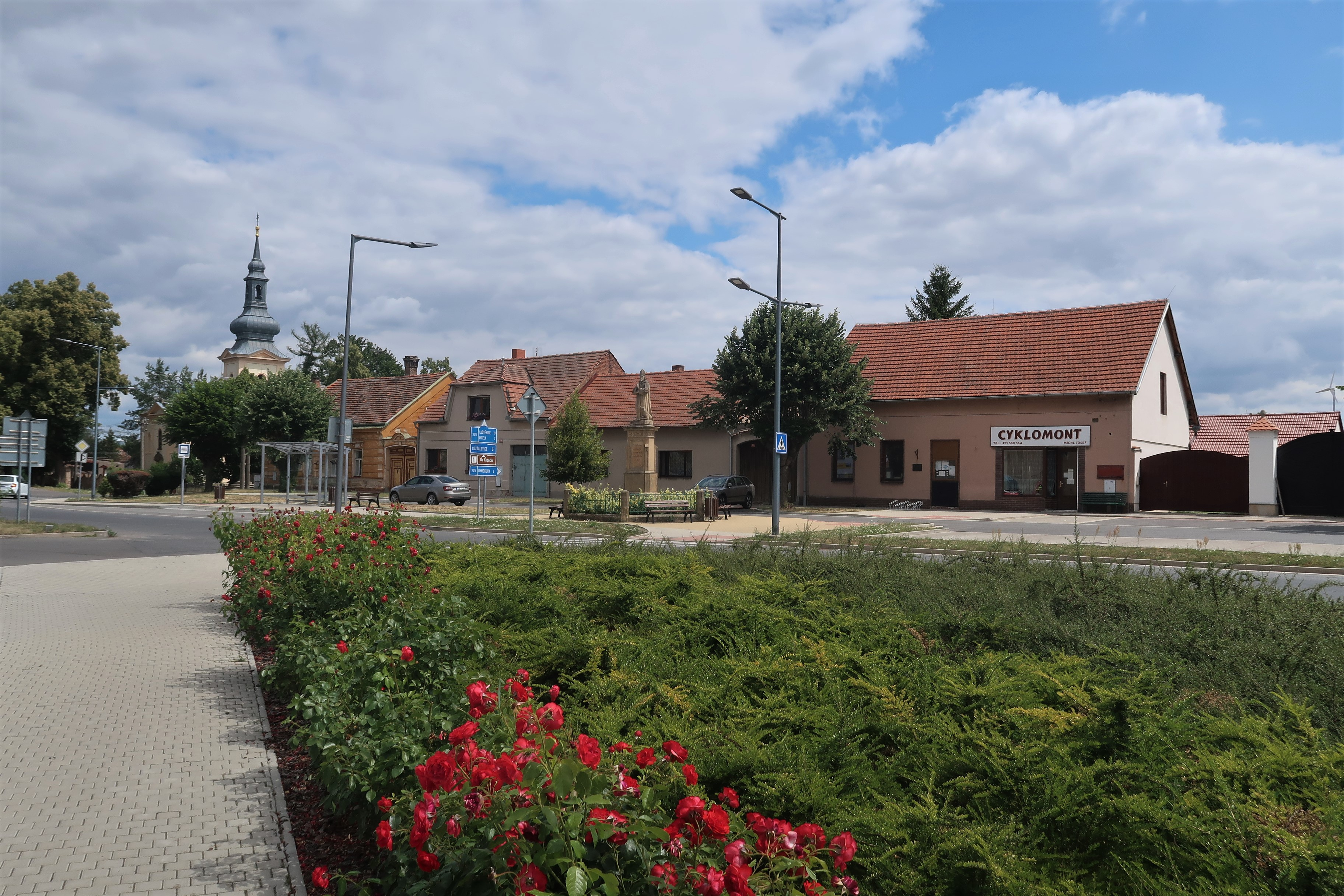
Náměstí
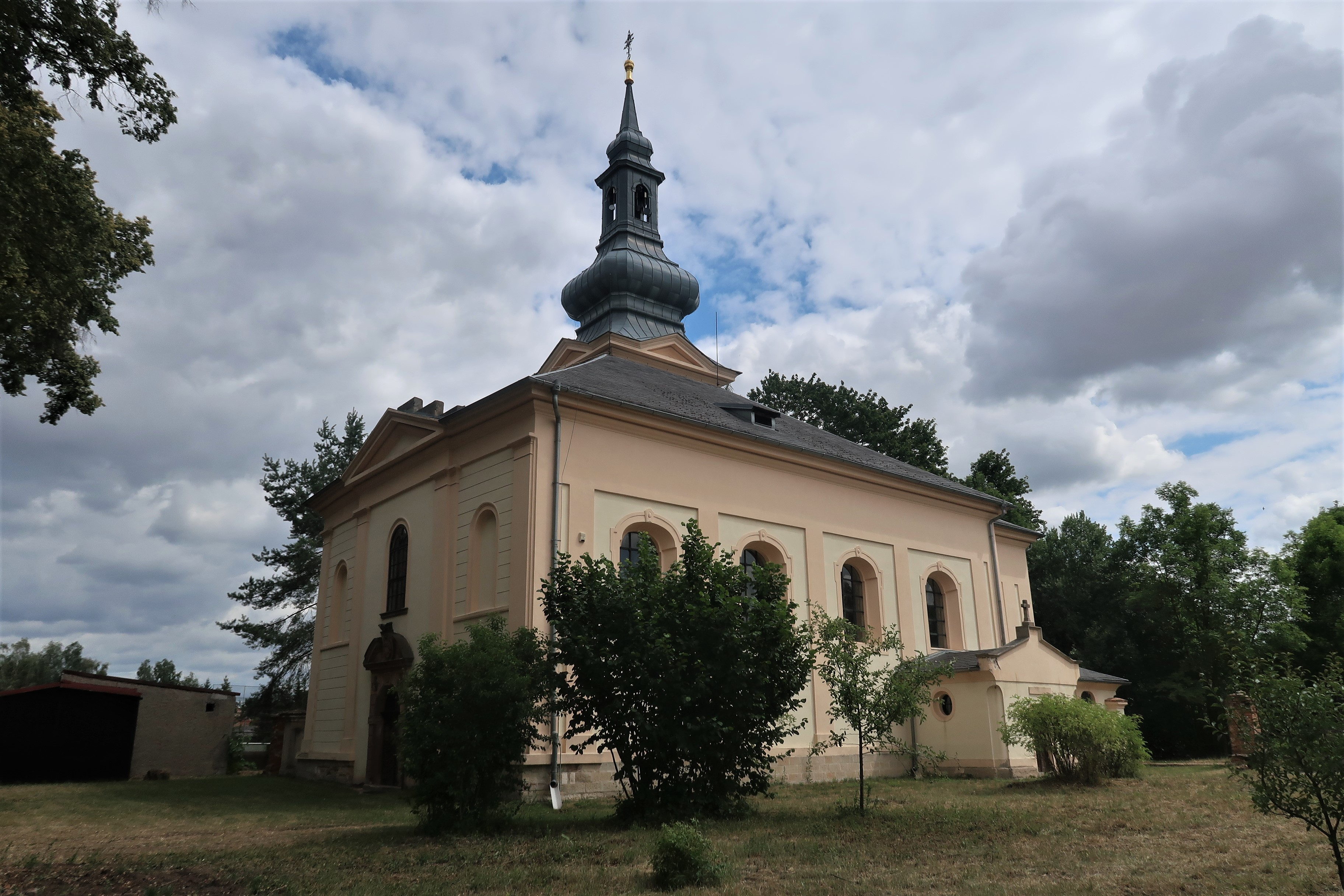
Kostel sv. Jiljí
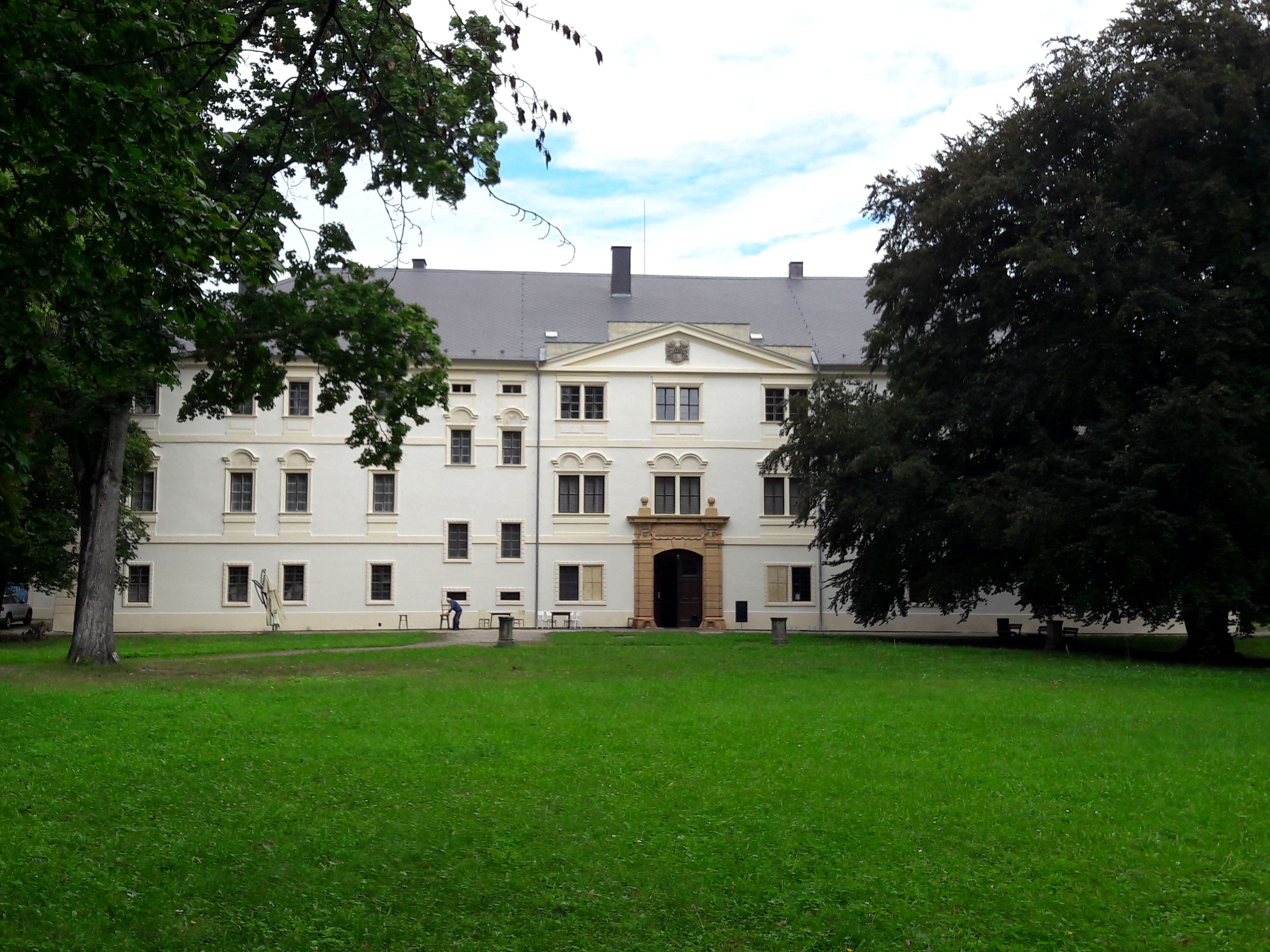
Zámek, hlavní průčelí (stav po obnově fasády v roce 2020)
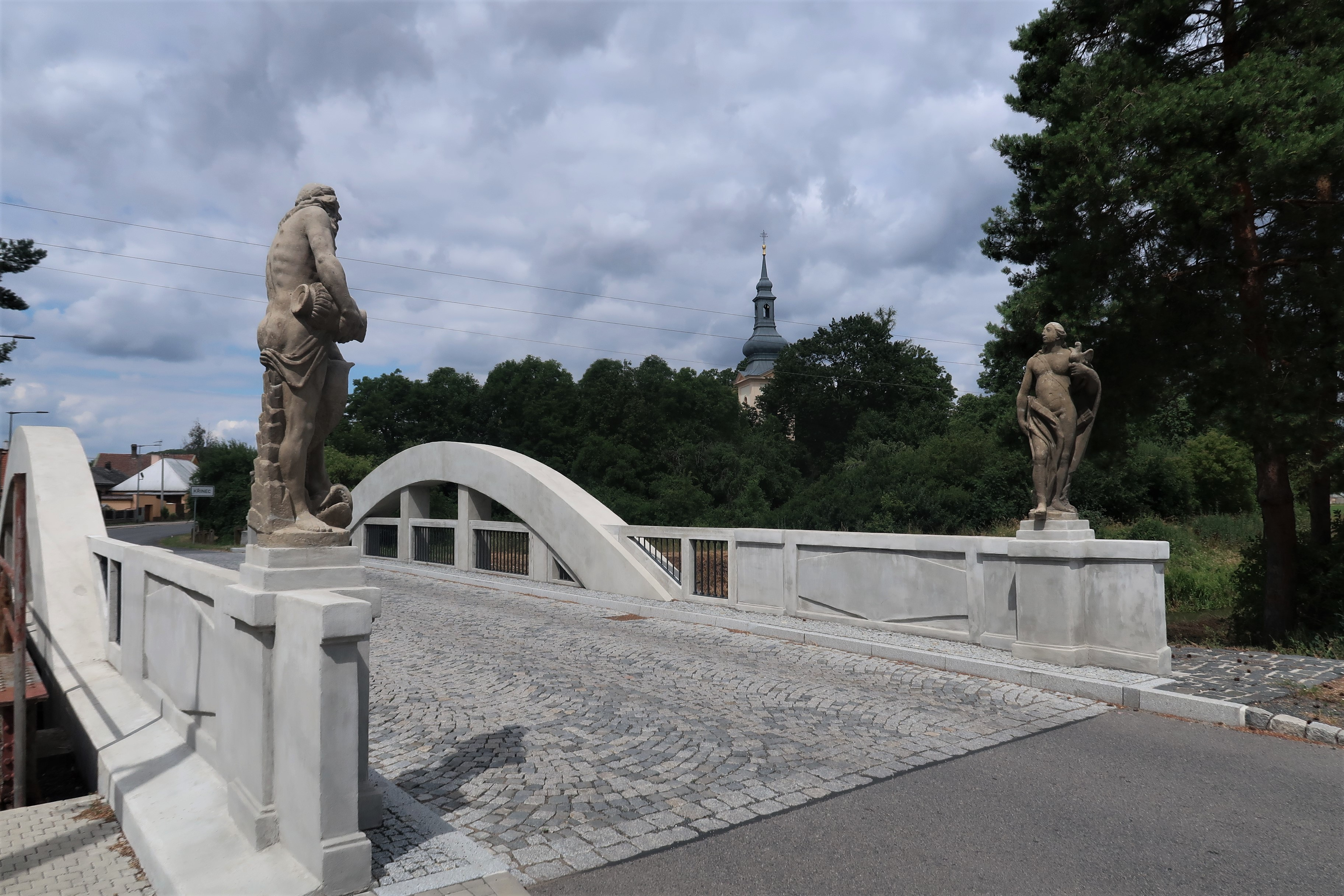
Most přes řeku Mrlinu
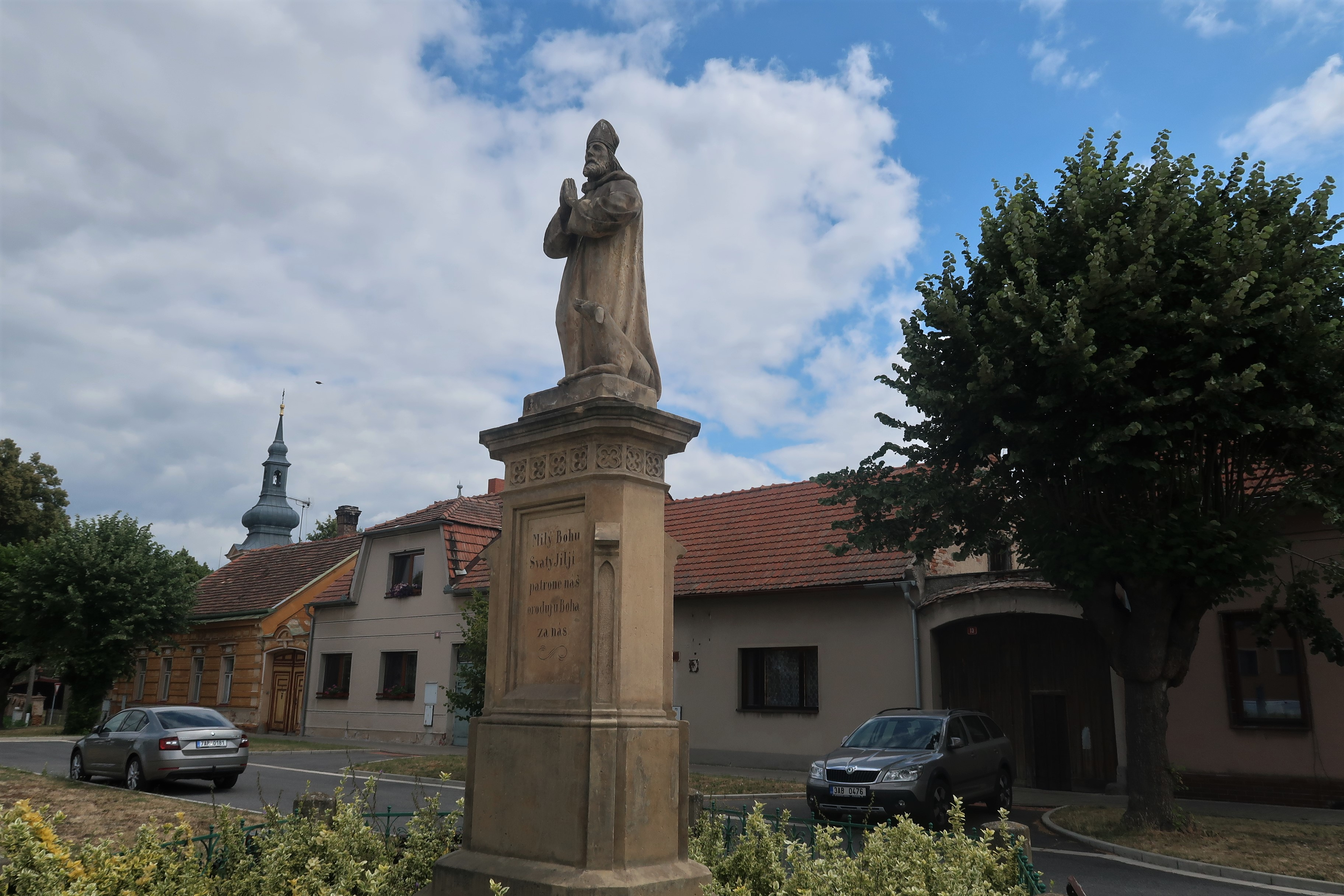
Socha sv. Jiljí na náměstí
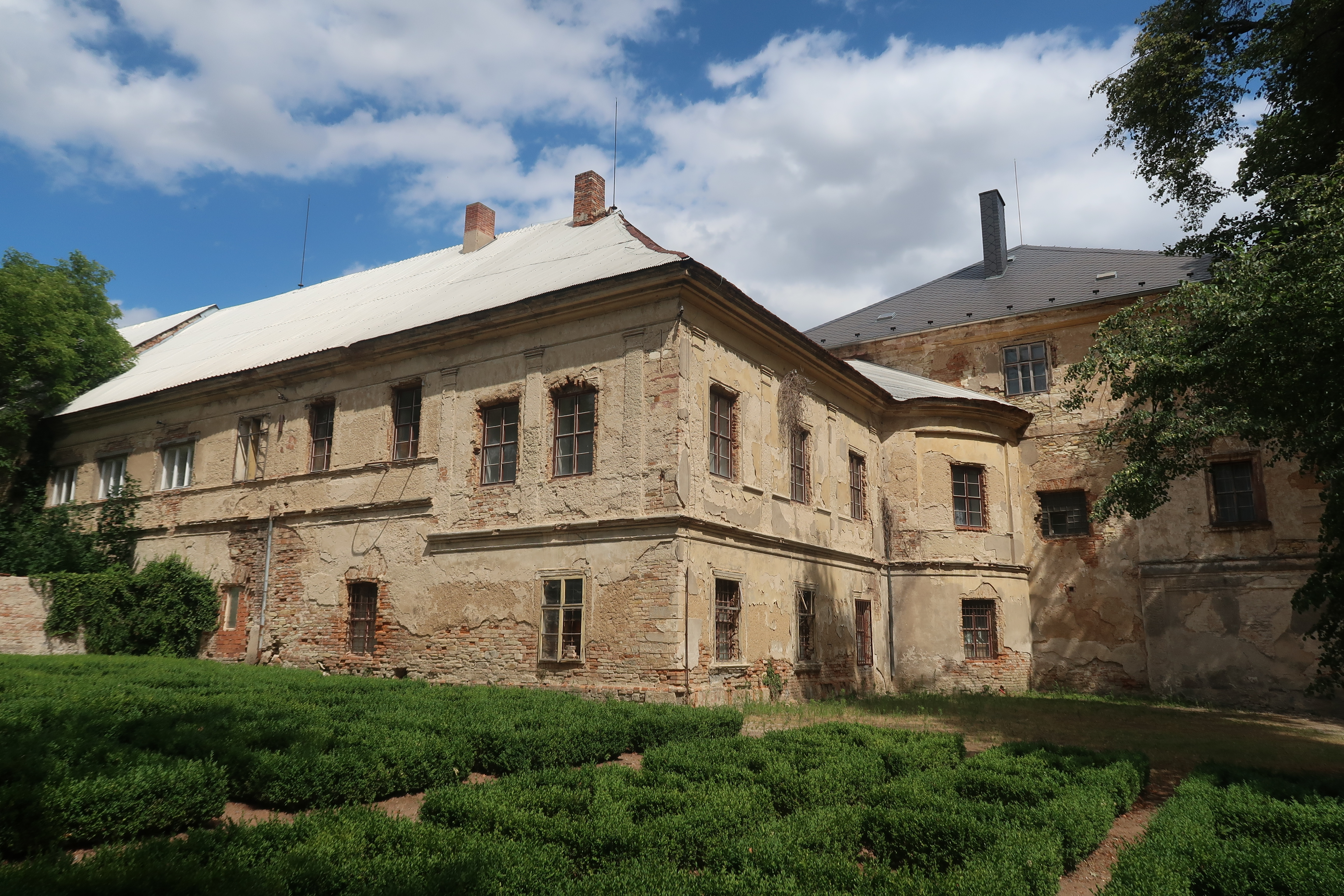
Pohled na zámek od jihozápadu
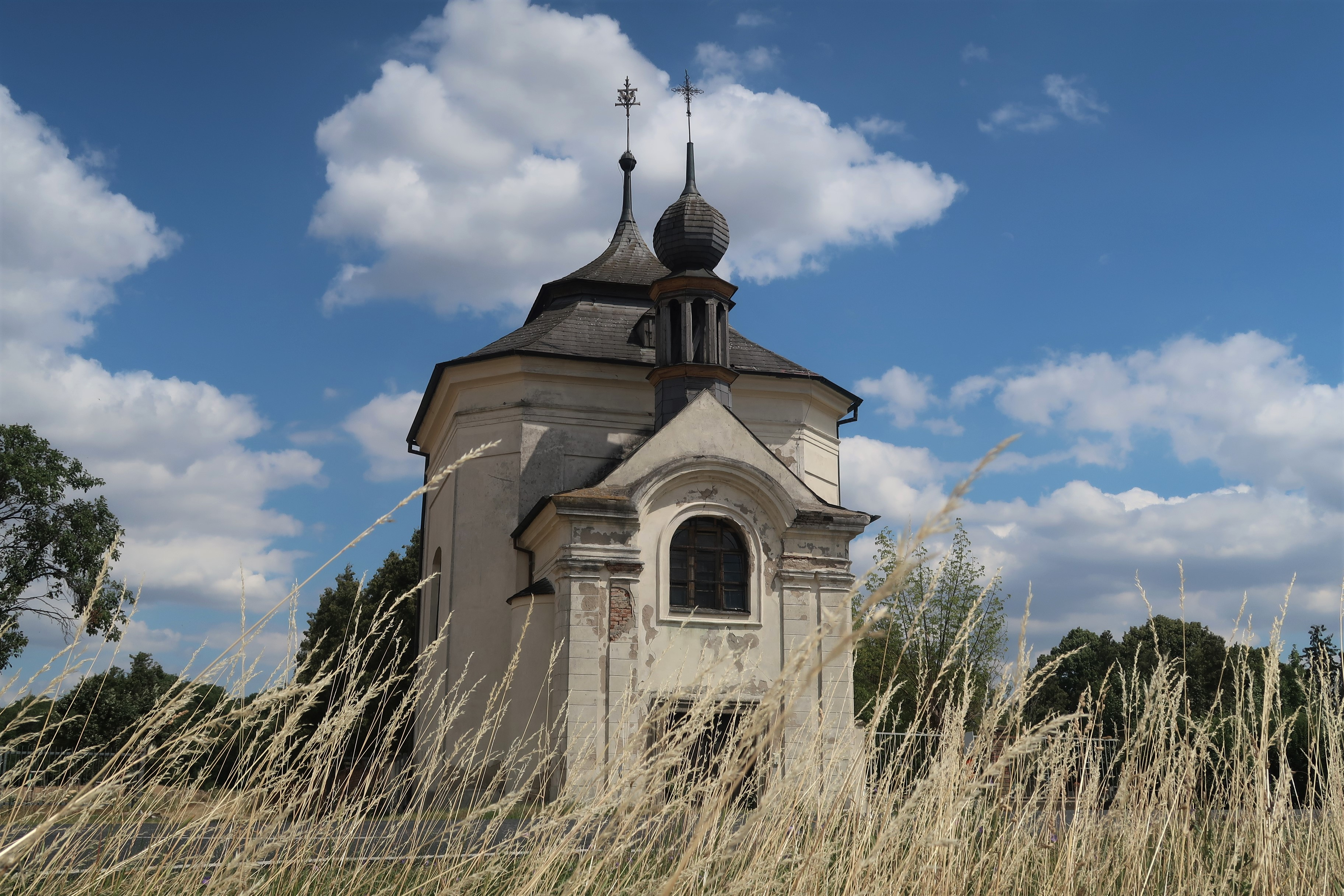
Kaple sv. Jana Nepomuckého u hřbitova
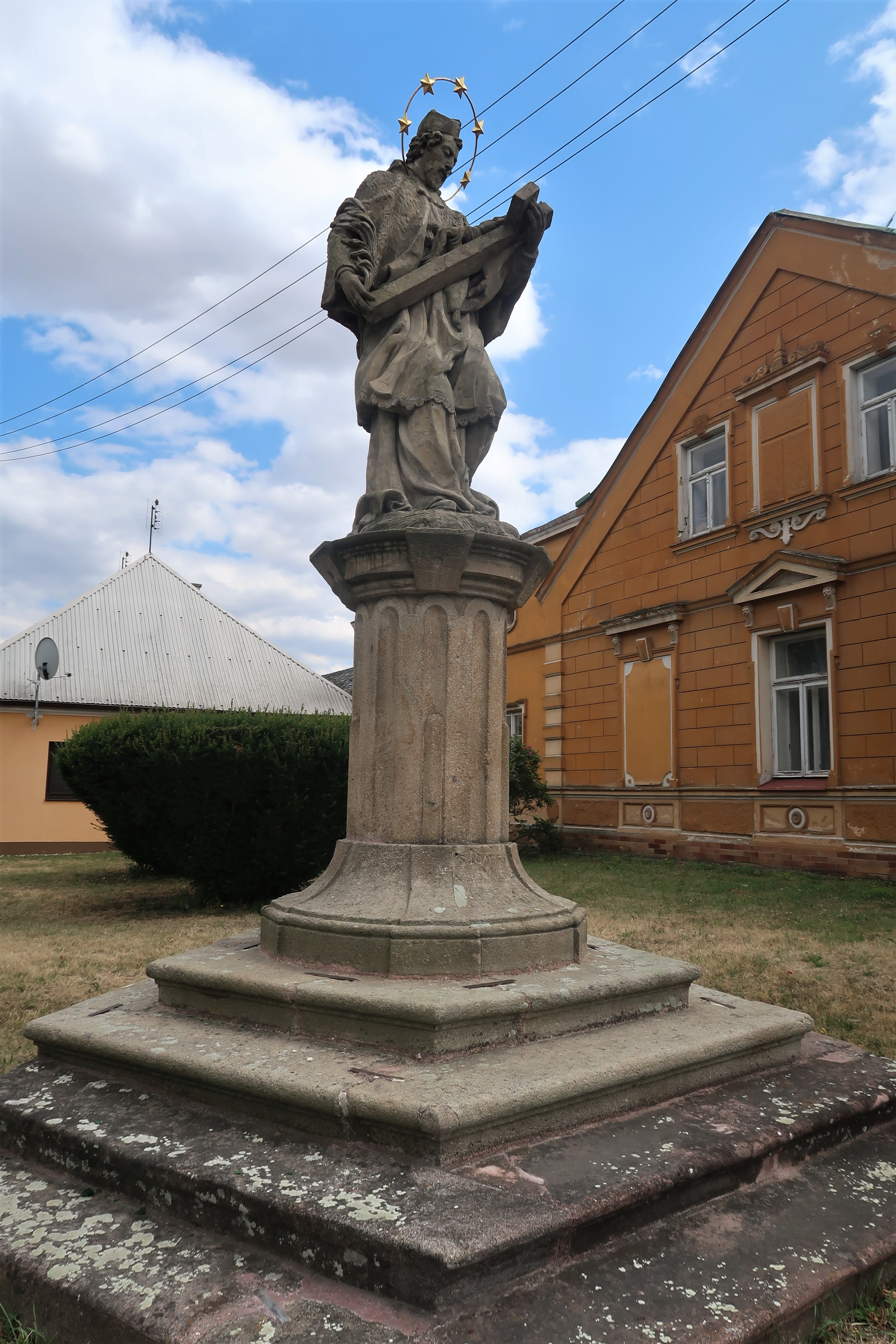
Socha sv. Jana Nepomuckého na náměstí